# كله بست
كله بست (بالفارسية: کله‌بست) هي مدينة في محافظة مازندران، إيران. هذه المدينة هي مركز منطقة رودبست، مقاطعة بابلسر. يقدر عدد سكانها بـ 3,543 نسمة .